# Храм Ананта Васудеви

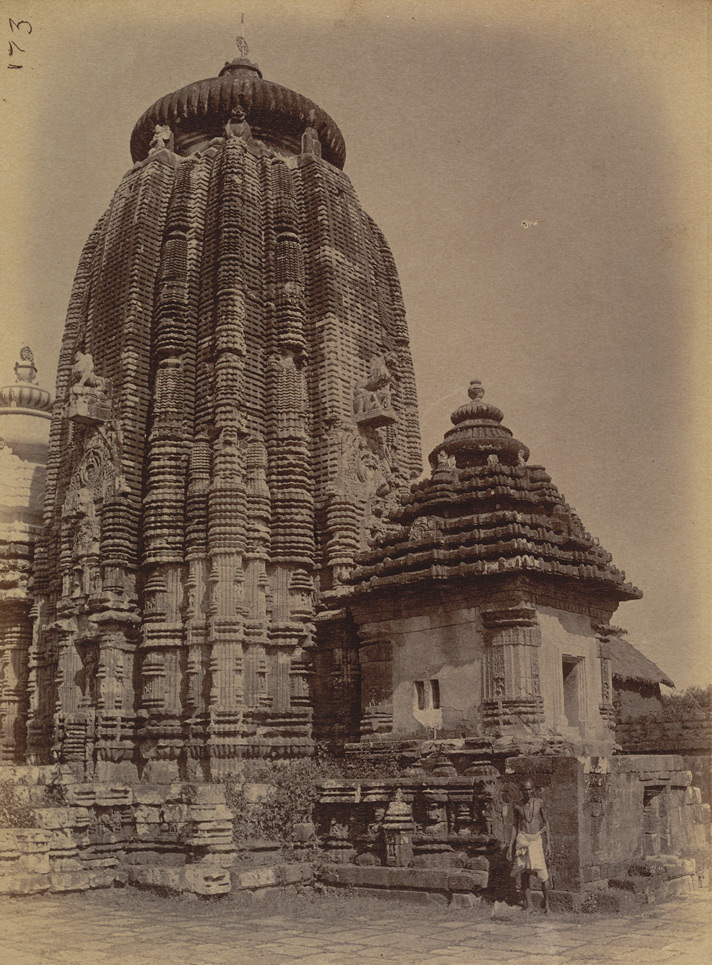
Храм Ананта Васудеви в 1869 році.

Храм Ананта Васудеви (англ. Ananta Vasudeva Temple) — індуїстський вайшнавський храм у місті Бхубанешвар (штат Орісса, Індія). Храм був побудований в XIII столітті. У ньому поклоняються божествам Крішні, Баладеві і Субхадрі. На відміну від відомого храму Джаганнатха в Пурі, мурті у цьому храмі виліплені не з дерева, а з чорного граніту. Через це храм міста Бхубанешвар називають «Чакра-кшетра», тоді як Пурі називається «Шанкх-кшетра».